# Campylorhamphus trochilirostris
Campylorhamphus trochilirostris là một loài chim trong họ Furnariidae.